# Operación Triunfo 2001
Operación Triunfo 2001 fue el primer concurso musical de Operación Triunfo emitido por el canal La 1 de Televisión Española entre ese año y 2002.
El concurso se alzó como un fenómeno de la televisión en España, siendo el más rentable de la historia, con una recaudación de 24 millones y una inversión de 7,21 millones de euros. El éxito del formato se vendió a más de 30 países y recibió los premios TP de Oro y el premio Ondas al mejor programa. La SGAE publicó que los participantes de Operación Triunfo contribuyeron a mejorar el mercado de la música grabada en España, con ventas de entre tres y cuatro millones de álbumes, así como unas ganancias de otros tres millones de euros. Mientras, en el mercado de la piratería fueron los segundos más buscados del «Top manta». Además, contribuyeron al aumento en la recaudación de conciertos durante los primeros seis meses de 2002.
Por otra parte, se editó el libro oficial del concurso que vendió en dos meses más de 300 000 ejemplares. Además, se vendieron 230 000 copias de la primera cinta de vídeo del concurso y se editaron 200 productos oficiales. Los participantes también colaboraron con el Ministerio de Medio Ambiente de España en la campaña de prevención de incendios forestales. Además, con la Real Federación Española de Fútbol grabaron la canción oficial de España para la Copa Mundial de Fútbol de 2002, que la estrenaron en la final de la Copa del Rey en el Estadio Santiago Bernabéu de Madrid. Después de la actuación, fueron recibidos por sus Majestades los Reyes de España, Juan Carlos, Sofía, y el príncipe Felipe.
Según una encuesta realizada por Clau Consultors para RTVE en octubre de 2002, la primera edición de Operación Triunfo contribuyó significativamente a mejorar el mercado musical español; en concreto, las respuestas señalan que sirvió para dar oportunidades a nuevos artistas, aumentó la venta de discos en tiendas, incrementó el número de asistentes a conciertos y, en general, aumentó el interés de la población española por la música. Otros aspectos destacaron la vinculación del programa con el espíritu de superación y el esfuerzo por aprender o con la importancia del compañerismo.
En 2016, los participantes reaparecieron conjuntamente en la serie OT: el reencuentro, con la emisión de tres documentales y posteriormente un concierto en el Palau Sant Jordi de Barcelona, que fue emitido en directo por televisión e internet. El reencuentro se convirtió en uno de los acontecimientos más vistos del año en televisión y comentados en redes sociales, siendo premiados por la crítica al mejor entretenimiento en el FesTVal.

## Historia

### Auge del programa

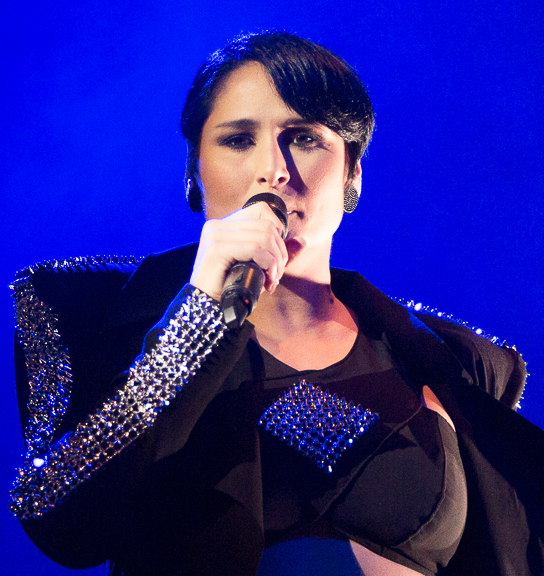
La cantante Rosa López, primera ganadora de Operación Triunfo

El concurso musical Operación Triunfo (a menudo abreviado OT) fue creado por los productores de televisión Toni Cruz, Josep Maria Mainat y su hermano, Joan Ramon Mainat, que formaron parte de Gestmusic. El objetivo del concurso fue la promoción de tres carreras musicales y, a su vez, elegir al representante de España en el Festival de la Canción de Eurovisión. Tras la preselección de 3900 aspirantes, 16 de ellos fueron finalmente los seleccionados a concursar en la primera edición de Operación Triunfo. El concurso comenzó a emitirse por el canal La 1 de Televisión Española el 22 de octubre de 2001, presentado por Carlos Lozano y un jurado de expertos de la industria musical. A lo largo de las siguientes galas, el programa se acentuó como líder de audiencia, con una media de casi 7 millones de espectadores. Los álbumes derivados de las galas, que tuvieron una tirada inicial de 5000 y 9000 ejemplares, vendieron cada uno de ellos más de 100 000 unidades y llegaron a los primeros puestos en la lista de Promusicae. Sobre el concurso, la empresa Corporación Multimedia comentó: «la música, la calidad de la realización y la 'motivación por el logro' de los concursantes son sus elementos diferenciadores». También resaltó por «lo novedoso del 'uso integrado de los dos canales de TVE' y el éxito discográfico sin precedentes derivado de las galas musicales».
El 13 de diciembre de 2001 se publicó el primer álbum de estudio de los participantes de Operación Triunfo, a través de Vale Music, que se posicionó en el número uno del Top 100 álbumes de Promusicae. En la primera semana lograron vender 600 000 copias, por lo que fue certificado con seis discos de platino y consiguieron ser el álbum más comercializado en una semana en España. El álbum fue el octavo más vendido en la lista anual de 2002 en España, después de aparecer el año anterior en el puesto veintitrés, al vender en total 1,2 millones de ejemplares y obteniendo así la certificación de doce discos de platino, el cuarto álbum más vendido en la historia del país. El sencillo «Mi música es tu voz», interpretado por todos los participantes, fue la canción que más se popularizó del concurso, convirtiéndose en número uno de Los 40 durante dos semanas consecutivas. También llegó al número dos del Top 20 Singles & Maxi Singles de Promusicae.
| «Operación Triunfo fue un auténtico fenómeno social, que aupó a la fama a dieciséis cantantes que nadie conocía hasta aquel momento». —Hipertextual. |

El 11 de febrero de 2002, la participante Rosa López resultó la vencedora con un 26,6 % de los votos, que fue seguida de David Bisbal y Bustamante y, una audiencia de 12,8 millones de espectadores en la ceremonia final, para entonces la emisión más vista de un concurso en España. Fueron premiados con 90 000 euros, un coche y sus respectivos contratos discográficos. El concurso recibió un total de 1,8 millones de votos entre llamadas y mensajes en la gala final. En la misma semana, fue publicado el segundo álbum de estudio de los participantes bajo el título Operación Triunfo Canta Disney, que incluyó las canciones de las películas más populares de la factoría The Walt Disney. Con la publicación del álbum, se donó la cantidad de un euro de cada disco vendido a la Fundación de Ayuda contra la Drogadicción (FAD). Debutó en el número uno del Top 100 álbumes de Promusicae. En la primera semana lograron vender 500 000 copias y fue el segundo álbum más vendido en la lista anual de 2002 en España, al vender un total de 700 000 ejemplares y fue certificado con siete discos de platino.
Un mes después, el 12 de marzo, los tres finalistas de la edición compitieron para representar a España en el Festival de la Canción de Eurovisión 2002. Rosa fue la ganadora con su interpretación de la canción «Europe's living a celebration», que recibió el 49,9 % de los votos. Se editó el álbum derivado de la gala, que fue el quinto más vendido en la lista anual de 2002 en España, al vender en total 400 000 ejemplares. Por otra parte, en abril, el diario La Voz de Galicia publicó la colección de ocho álbumes recopilatorios del concurso. También en abril, comenzó la emisión del programa Triunfomanía, que se prolongó hasta el mes de junio. El 25 de mayo, Rosa actuó en el estadio Saku Suurhall Arena de Tallin junto con los coristas y participantes de Operación Triunfo —David Bisbal, David Bustamante, Chenoa, Gisela y Geno—. Logró la séptima posición en el concurso, que fue visto por 12,7 millones de espectadores, más de 14 millones en el transcurso de las votaciones, el más seguido desde que existen estadísticas oficiales de audiencia, siendo también una de las emisiones más vistas en la historia de la televisión en España. Tiempo después, Televisión Española ofreció tres galas independientes dedicadas a los finalistas del concurso.
La gira de Operación Triunfo, a la que acudieron más de medio millón de personas repartidos en 28 fechas, se presentó en lugares como el Palau Sant Jordi de Barcelona, el Estadio Olímpico de La Cartuja de Sevilla, o el Estadio Santiago Bernabéu de Madrid. Este último concierto, al que acudió la infanta Elena de Borbón, fue retransmitido por televisión . Finalizada la gira, el 20 de septiembre se proyectó en más de 300 salas de cine el documental OT: la película, que resume la vida de todos los participantes durante la gira de Operación Triunfo. El documental también fue emitido por televisión, visto por 4 millones de espectadores.

### Después de OT
Después de finalizar el concurso, Natalia fue la primera participante de Operación Triunfo que publicó su primer álbum de estudio, No soy un ángel, en marzo de 2002. Al mes siguiente, Nuria Fergó fue la primera de todos ellos que llegó al número uno en la lista de Promusicae con su álbum debut, Brisa de esperanza. En el mismo mes, Manu Tenorio y la ganadora del concurso Rosa López publicaron sus respectivos álbumes, que fueron números uno en la antedicha lista, ella con récord de ventas. También en abril, Chenoa y Alejandro Parreño editaron sus primeros discos. En mayo, Gisela y David Bustamante lanzaron sus respectivos álbumes, él vendió 500 000 copias en su primera semana, por lo que fue número uno en la misma lista.
En junio, se lanzó  Aún hay más, primer álbum del grupo Formula Abierta formado por los participantes Geno Machado, Mireia Montávez, Javián y Àlex Casademunt. En el mismo mes, David Bisbal editó su primer álbum, Corazón latino, que debutó en el número uno de Promusicae y vendió 600 000 copias en su primera semana, el más comercializado por un solista en España. El álbum fue el más vendido en la lista anual de 2002 en España, al vender 1,1 millones de ejemplares. Tiempo después, la suma en total fue de 1,3 millones de unidades, el tercer álbum más vendido en la historia del país. En julio, Naím Thomas y Verónica Romero publicaron sus respectivos álbumes. Por último, en septiembre, Juan Camus lanzó su primer álbum de estudio.
En ese mismo año, la SGAE elaboró un informe entre más de 300 profesionales de la industria —periodistas especializados, managers y directivos de discográficas— sobre los participantes del concurso. Según la encuesta, Manu Tenorio fue elegido con el 85,5 % de los votos como el artista con mayor proyección de Operación Triunfo. David Bisbal fue la segunda opción favorita con el 59,8 % de los votos. Lo siguió por éste orden, Nuria Fergó, Rosa López, Chenoa y David Bustamante. Sin embargo, los lectores del sitio de música Los 40 eligieron a Gisela con el 25 % de los votos como la cantante que más futuro tendrá de todos ellos. Fue seguida de Rosa López y Verónica Romero con el 17 y 15 % respectivamente. La encuesta tuvo un total de 34 855 respuestas durante una semana.
En enero de 2003, los participantes de origen andaluz —Rosa López, David Bisbal, Manu Tenorio, Nuria Fergó, Natalia y Javián— grabaron la canción «Andalucía, una y tuya es», que sirvió para la promoción turística de la región. La canción se lanzó gratuitamente en formato físico y tuvo una tirada inicial de 25 000 ejemplares. Todos ellos actuaron en la Feria Internacional de Turismo (FITUR) en Madrid, donde tuvo lugar la presentación oficial de la canción. Al mes siguiente, los participantes de las dos primeras ediciones de Operación Triunfo editaron un álbum de duetos bajo el título, Generación OT. Juntos. Debutó en el número uno del Top 100 álbumes de Promusicae. Además, fue el tercer álbum más vendido en la lista anual de 2003 en España, con un total de 400 000 copias y fue certificado con cuatro discos de platino. En julio, comenzaron una gira conjunta por todo el territorio nacional con 15 fechas confirmadas. En diciembre, se lanzó Generación OT en concierto, que fue grabado en el Estadio Olímpico Lluís Companys de Barcelona, vistos por 15 000 personas. Debutó en la novena posición del Top 20 DVD de Promusicae.

## Controversia
Tras el éxito del concurso, más de 100 artistas firmaron el manifiesto Otro timo no promovido por la asociación de Periodistas Especializados en Música, Ocio y Cultura (PEMOC) en contra del mismo. Sobre el texto, comentaron que «si la televisión pública se hubiera comprometido en una operación similar con, digamos, el fútbol, la afición estaría tirándose de los pelos: varias horas de prime time diariamente dedicadas a retransmitir partidos entre equipos de barrio. Imagínense a jugadores desconocidos, auténticos paquetes, disfrutando de la notoriedad pública de un Ronaldo. Imposible. La FIFA, los jugadores profesionales y, sobre todo, los aficionados pondrían el grito en el cielo. La música, sin embargo, calla». También añadieron que «haciendo pasar como música de calidad lo que no son más que ejercicios de amateurs e imitadores. El falseamiento de la mecánica real de una carrera artística, la censura implacable de géneros musicales, el adoctrinamiento cultural y estético y la valoración de un determinado tipo de triunfo como expresión de valores pretendidamente sanos».
Finalmente, en el comunicado se anunció una convocatoria en la sala Taboo de Madrid para el 17 de diciembre de 2002, en donde se comprometían a que «todo aquel que se acercase con un disco de Operación Triunfo podría cambiarlo por uno de verdad. No es nuestra intención que se prohíban determinados programas en la televisión, sino que la música tenga su hueco y no venga exclusivamente representada en formato de concurso de tele-realidad».
El cantante Loquillo en una entrevista en el diario ABC comentó: «Operación Triunfo es un ejemplo claro y absoluto de Estalinismo. Esos chicos tienen que ir uniformados, tienen que pensar de una manera determinada. No piensan, obedecen. El individualismo es el enemigo. Por otro lado dices ¿cómo es posible que el dinero público sirva para financiar una empresa privada? Si esos muchachos aprovechan el dinero público para obtener una carrera que va a parar a empresas privadas, sus conciertos deberían ser gratuitos. Y por último, ¿por qué unos tienen derecho a copar la televisión y otros no tienen derecho ni siquiera a aparecer?».
También el cantante y exvocalista de El Canto del Loco, Dani Martín añadió que «Lo bonito es ir en furgoneta para tocar al principio para poca gente y luego para más. Llenar dos Benabéus el primer mes de tu carrera es un fracaso, y están creando enfermos de la cabeza y unos chavales que no van a saber vivir de otra forma».
Sin embargo, otros intérpretes como Alaska tuvieron una opinión diferente: «Fue muy ridículo, yo lo viví. Recuerdo a los críticos musicales diciendo: 'Hay una quedada en Sol, si traes un disco de OT te lo cambio por uno de verdad'. Pero ¿qué se han creído? ¿Cómo que música de verdad?».

## Profesores

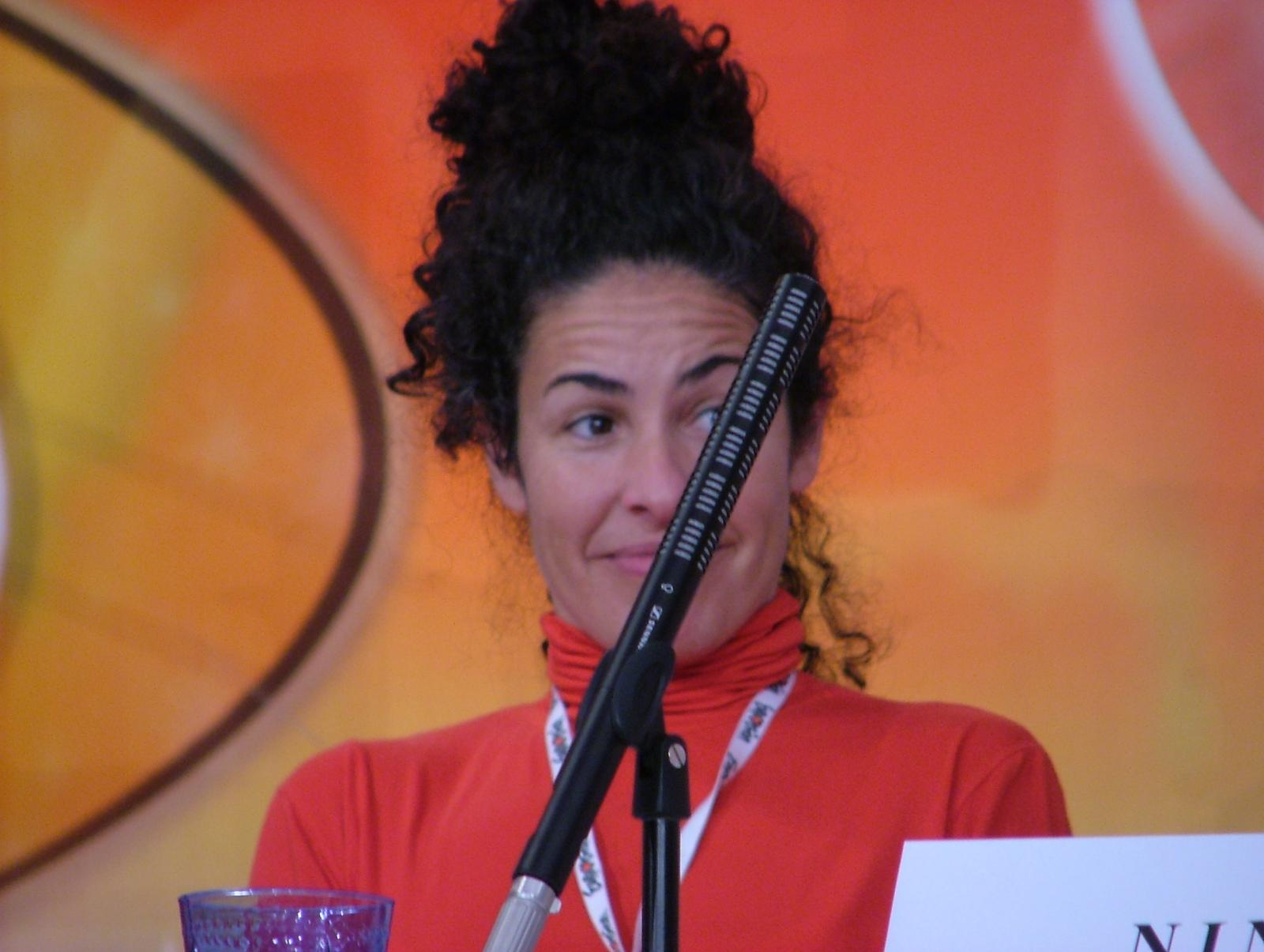
La cantante Nina, directora de la primera edición de Operación Triunfo

A continuación, los nombres de los profesores del concurso que instruyeron en la academia 
a los participantes de Operación Triunfo.
Nina, directora y profesora de técnicas de voz de la Academia. Helen Rowson, profesora de técnicas de voz y pronunciación inglesa. Manu Guix, profesor de canto responsable de los talleres de estilo. Lawrence de Maeyer, técnica corporal y baile. Javier Castillo, coreógrafo responsable de la gala. Mayte Marcos, profesora de baile. Néstor Serra, profesor de fitness y preparador físico. Àngel Llàcer, profesor de interpretación.

## Participantes
| Participante      | Edad | Residencia                 | Gala             | Posición                      |
| ----------------- | ---- | -------------------------- | ---------------- | ----------------------------- |
| Rosa López        | 20   | Granada                    | Gala 14 - Final  | Ganadora                      |
| David Bisbal      | 22   | Almería                    | Gala 14 - Final  | 2.º Ganador                   |
| David Bustamante  | 19   | San Vicente de la Barquera | Gala 14 - Final  | 3.er Ganador                  |
| Chenoa            | 26   | Palma de Mallorca          | Gala 14 - Final  | 4.ª Finalista                 |
| Manu Tenorio      | 26   | Sevilla                    | Gala 14 - Final  | 5.º Finalista                 |
| Verónica Romero   | 23   | Elche                      | Gala 14 - Final  | 6.ª Finalista                 |
| Nuria Fergó       | 22   | Nerja                      | Gala 13          | 12.ª Expulsada                |
| Gisela            | 22   | Bruc                       | Gala 12          | 11.ª Expulsada                |
| Naím Thomas       | 21   | Premiá de Mar              | Gala 11          | 10.º Expulsado                |
| Àlex Casademunt   | 20   | Vilasar de Mar             | Gala 5 / Gala 10 | 4.º Expulsado / 9.º Expulsado |
| Juan Camus        | 28   | Laredo                     | Gala 7 / Gala 9  | 6.º Expulsado / 8.º expulsado |
| Alejandro Parreño | 23   | Valencia                   | Gala 8           | 7.º Expulsado                 |
| Natalia           | 18   | Sanlúcar de Barrameda      | Gala 6           | 5.ª Expulsada                 |
| Javián            | 27   | Dos Hermanas               | Gala 4           | 3.º Expulsado                 |
| Mireia Montávez   | 19   | Vilaseca                   | Gala 3           | 2.ª Expulsada                 |
| Geno Machado      | 19   | Gran Canaria               | Gala 2           | 1.ª Expulsada                 |

## Estadísticas semanales
|            | Gala 0 | Gala 1   | Gala 2    | Gala 3    | Gala 4    | Gala 5    | Gala 6    | Gala 7    | Gala 8    | Gala 8    | Navidad   | Gala 9    | Gala 10   | Gala 11   | Gala 12   | Gala 13   | Gala Final |
| ---------- | ------ | -------- | --------- | --------- | --------- | --------- | --------- | --------- | --------- | --------- | --------- | --------- | --------- | --------- | --------- | --------- | ---------- |
| Rosa       | Entra  | Favorita | Favorita  | Favorita  | Favorita  | Favorita  | Favorita  | Salvada   | Favorita  | Favorita  | Exenta    | Salvada   | Favorita  | Nominada° | Favorita  | Finalista | Ganadora   |
| Bisbal     | Entra  | Salvado  | Salvado   | Salvado   | Salvado   | Salvado   | Salvado   | Favorito  | Salvado   | Salvado   | Exento    | Favorito  | Salvado   | Favorito  | Salvado   | Finalista | Segundo    |
| Bustamante | Entra  | Salvado  | Salvado   | Salvado   | Salvado   | Salvado   | Salvado   | Nominado  | Nominadoº | Nominadoº | Exento    | Nominadoº | Nominadoº | Nominado  | Nominado  | Finalista | Tercero    |
| Chenoa     | Entra  | Salvada  | Salvada   | Salvada   | Salvada   | Salvada   | Salvada   | Salvada   | Salvada   | Salvada   | Exenta    | Salvada   | Salvada   | Salvada   | Salvada   | Finalista | Cuarta     |
| Manu       | Entra  | Salvado  | Salvado   | Salvado   | Salvado   | Nominado  | Salvado   | Salvado   | Nominado  | Nominado  | Exento    | Salvado   | Salvado   | Salvado   | Nominado  | Finalista | Quinto     |
| Verónica   | Entra  | Salvada  | Salvada   | Salvada   | Salvada   | Nominada  | Nominada  | Nominada  | Nominada  | Nominada  | Exenta    | Salvada   | Salvada   | Nominada  | Nominada  | Finalista | Sexta      |
| Nuria      | Entra  | Nominada | Salvada   | Salvada   | Salvada   | Salvada   | Nominada  | Salvada   | Salvada   | Salvada   | Exenta    | Nominada  | Nominada  | Salvada   | Nominada  | Expulsada |            |
| Gisela     | Entra  | Salvada  | Nominada  | Salvada   | Salvada   | Salvada   | Salvada   | Salvada   | Nominada  | Nominada  | Exenta    | Salvada   | Nominada  | Nominada  | Expulsada |           |            |
| Naím       | Entra  | Salvado  | Salvado   | Salvado   | Nominado  | Salvado   | Salvado   | Nominado  | Salvado   | Salvado   | Exento    | Nominado  | Nominado  | Expulsado |           |           |            |
| Àlex       | Entra  | Nominado | Salvado   | Salvado   | Nominado  | Expulsado |           |           | Candidato | Candidato | Repesca   | Nominado  | Expulsado |           |           |           |            |
| Juan       | Entra  | Salvado  | Nominado  | Nominado  | Nominado  | Salvado   | Nominado  | Expulsado | Candidato | Candidato | Repesca   | Expulsado |           |           |           |           |            |
| Alejandro  | Entra  | Salvado  | Nominado  | Nominado  | Salvado   | Nominado  | Nominado  | Nominado  | Exp       | Can       | Eliminado |           |           |           |           |           |            |
| Natalia    | Entra  | Salvada  | Salvada   | Nominada  | Nominada  | Nominada  | Expulsada |           | Candidata | Candidata | Eliminada |           |           |           |           |           |            |
| Javián     | Entra  | Nominado | Salvado   | Nominado  | Expulsado |           |           |           | Candidato | Candidato | Eliminado |           |           |           |           |           |            |
| Mireia     | Entra  | Salvada  | Nominada  | Expulsada |           |           |           |           | Candidata | Candidata | Eliminada |           |           |           |           |           |            |
| Geno       | Entra  | Nominada | Expulsada |           |           |           |           |           | Candidata | Candidata | Eliminada |           |           |           |           |           |            |

|   | El concursante recibió la mayor cantidad de votos del público y se convirtió en favorito de la semana |
|   | El concursante fue uno de los más votados para ser favorito del público.                              |
|   | El concursante estaba propuesto para abandonar la academia, pero fue salvado por los profesores       |
|   | El concursante estaba propuesto para abandonar la academia, pero fue salvado por sus compañeros.      |
|   | El concursante estaba propuesto para abandonar la academia, pero las nominaciones fueron suspendidas. |
|   | Los concursantes estaban propuestos para abandonar la academia y fueron los nominados de la semana.   |
|   | Los concursantes fueron candidatos a la repesca para regresar a la academia.                          |
|   | El concursante fue expulsado por el público.                                                          |
|   | El concursante fue elegido finalista en la gala anterior.                                             |
| º | El concursante fue candidato a favorito y nominado en la misma gala                                   |

*En la Gala 8 el jurado decidió, como regalo de Navidad, no proponer a ningún concursante para abandonar la academia.
*En la Gala 8 Alejandro fue expulsado y más tarde candidato a la repesca durante la misma gala.
| A la eliminación                          | Gala 1                 | Gala 2                       | Gala 3                        | Gala 4                 | Gala 5                          | Gala 6                        | Gala 7                             | Gala 8                                         | Navidad              | Gala 9                     | Gala 10                      | Gala 11                         | Gala 12                        |               |                  |
| A la eliminación                          | Àlex Geno Javián Nuria | Alejandro Gisela Juan Mireia | Alejandro Javián Juan Natalia | Àlex Juan Naím Natalia | Alejandro Manu Natalia Verónica | Alejandro Juan Nuria Verónica | Alejandro Bustamante Naím Verónica | Alejandro Àlex Geno Javián Juan Mireia Natalia | Àlex Juan            | Àlex Bustamante Naím Nuria | Bustamante Gisela Naím Nuria | Bustamante Gisela Rosa Verónica | Bustamante Manu Nuria Verónica | Ganadora      | Rosa 26,6%       |
| Salvado por los profesores de la Academia | Àlex                   | Gisela                       | Natalia                       | Naím                   | Manu                            | Nuria                         | Verónica                           | Ninguno                                        | Ninguno              | Bustamante                 | Gisela                       | Rosa                            | Manu                           | Ganadora      | Rosa 26,6%       |
| Salvado por los participantes             | Javián 5* de 13 votos  | Alejandro 6 de 12 votos      | Alejandro 5 de 11 votos       | Natalia 5 de 10 votos  | Verónica 3* de 9 votos          | Alejandro 6 de 8 votos        | Bustamante 3 de 7 votos            | Ninguno                                        | Ninguno              | Nuria 5 de 7 votos         | Nuria 4 de 6 votos           | Bustamante 2* de 5 votos        | Verónica 2 de 4 votos          | 2.º Finalista | Bisbal 20,9%     |
| Salvado por el voto del público           | Nuria 76%              | Juan 60,1%                   | Juan 54,5%                    | Juan 50,3%             | Alejandro 52,7%                 | Verónica 70,5%                | Naím 70%                           | Àlex 41% para volver                           | Àlex 64% para volver | Naím 66 7%                 | Bustamante 65%               | Verónica 53,8%                  | Bustamante 54,2%               | 2.º Finalista | Bisbal 20,9%     |
| Salvado por el voto del público           | Nuria 76%              | Juan 60,1%                   | Juan 54,5%                    | Juan 50,3%             | Alejandro 52,7%                 | Verónica 70,5%                | Naím 70%                           | Juan 16% para volver                           | Àlex 64% para volver | Naím 66 7%                 | Bustamante 65%               | Verónica 53,8%                  | Bustamante 54,2%               | 2.º Finalista | Bisbal 20,9%     |
| Eliminado                                 | Geno 24%               | Mireia 39,9%                 | Javián 45,5%                  | Àlex 49,7%             | Natalia 47,3%                   | Juan 29,5%                    | Alejandro 30%                      | Alejandro 15% para volver                      | Juan 36% para volver | Àlex 33,3%                 | Naím 35%                     | Gisela 46,2%                    | Nuria 45,8%                    | 3.º Finalista | Bustamante 18,8% |
| Eliminado                                 | Geno 24%               | Mireia 39,9%                 | Javián 45,5%                  | Àlex 49,7%             | Natalia 47,3%                   | Juan 29,5%                    | Alejandro 30%                      | Natalia 11% para volver                        | Juan 36% para volver | Àlex 33,3%                 | Naím 35%                     | Gisela 46,2%                    | Nuria 45,8%                    | 3.º Finalista | Bustamante 18,8% |
| Eliminado                                 | Geno 24%               | Mireia 39,9%                 | Javián 45,5%                  | Àlex 49,7%             | Natalia 47,3%                   | Juan 29,5%                    | Alejandro 30%                      | Javián 8% para volver                          | Juan 36% para volver | Àlex 33,3%                 | Naím 35%                     | Gisela 46,2%                    | Nuria 45,8%                    | 4.ª Finalista | Chenoa 17,6%     |
| Eliminado                                 | Geno 24%               | Mireia 39,9%                 | Javián 45,5%                  | Àlex 49,7%             | Natalia 47,3%                   | Juan 29,5%                    | Alejandro 30%                      | Mireia 5% para volver                          | Juan 36% para volver | Àlex 33,3%                 | Naím 35%                     | Gisela 46,2%                    | Nuria 45,8%                    | 5.º Finalista | Manu 14,7%       |
| Eliminado                                 | Geno 24%               | Mireia 39,9%                 | Javián 45,5%                  | Àlex 49,7%             | Natalia 47,3%                   | Juan 29,5%                    | Alejandro 30%                      | Geno 4% para volver                            | Juan 36% para volver | Àlex 33,3%                 | Naím 35%                     | Gisela 46,2%                    | Nuria 45,8%                    | 6.ª Finalista | Verónica 1,4%    |

#### Votaciones de los compañeros
|            | Gala 1    | Gala 2    | Gala 3    | Gala 4    | Gala 5    | Gala 6    | Gala 7     | Gala 8    | Gala 9   | Gala 10    | Gala 11    | Gala 12    | Votos totales |
| ---------- | --------- | --------- | --------- | --------- | --------- | --------- | ---------- | --------- | -------- | ---------- | ---------- | ---------- | ------------- |
| Rosa       | Nuria     | Juan      | Juan      | Natalia   | Verónica  | Verónica  | Bustamante | Favorita  | Nuria    | Nuria      | Verónica   | Verónica   | 0*            |
| Bisbal     | Javián    | Alejandro | Javián    | Alex      | Alejandro | Alejandro | Naim       | Salvado   | Naim     | Nuria      | Bustamante | Verónica   | 0*            |
| Bustamante | Javián    | Alejandro | Juan      | Alex      | Alejandro | Alejandro | Nominado   | Salvado   | Alex     | Nominado   | Nominado   | Nominado   | 8             |
| Chenoa     | Geno      | Mireia    | Alejandro | Natalia   | Natalia   | Alejandro | Naim       | Salvada   | Nuria    | Bustamante | Gisela     | Nuria      | 0*            |
| Manu       | Javián    | Alejandro | Alejandro | Natalia   | Alejandro | Alejandro | Alejandro  | Salvado   | Nuria    | Nuria      | Bustamante | Bustamante | 0*            |
| Verónica   | Nuria     | Juan      | Juan      | Juan      | Nominada  | Nominada  | Bustamante | Salvada   | Nuria    | Nuria      | Nominada   | Nominada   | 9             |
| Nuria      | Nominada  | Juan      | Juan      | Juan      | Verónica  | Verónica  | Alejandro  | Salvada   | Nominada | Nominada   | Verónica   | Nominada   | 15            |
| Gisela     | Geno      | Alejandro | Alejandro | Natalia   | Natalia   | Alejandro | Bustamante | Salvada   | Nuria    | Bustamante | Nominada   | Expulsada  | 1             |
| Naím       | Nuria     | Mireia    | Alejandro | Natalia   | Natalia   | Alejandro | Nominado   | Salvado   | Nominado | Nominado   | Expulsado  |            | 3             |
| Àlex       | Javián    | Alejandro | Alejandro | Nominado  | Expulsado |           |            |           | Nominado | Expulsado  |            |            | 3             |
| Alejandro  | Javián    | Nominado  | Nominado  | Juan      | Nominado  | Nominado  | Nominado   | Expulsado |          |            |            |            | 22            |
| Juan       | Nuria     | Nominado  | Nominado  | Nominado  | Verónica  | Nominado  | Expulsado  |           |          |            |            |            | 10            |
| Natalia    | Geno      | Mireia    | Javián    | Nominada  | Nominada  | Expulsada |            |           |          |            |            |            | 8             |
| Javián     | Nominadoº | Alejandro | Nominado  | Expulsado |           |           |            |           |          |            |            |            | 7             |
| Mireia     | Nuria     | Nominada  | Expulsada |           |           |           |            |           |          |            |            |            | 3             |
| Geno       | Nominada  | Expulsada |           |           |           |           |            |           |          |            |            |            | 3             |

* El concursante tiene 0 votos porque nunca estuvo expuesto a la votación de los compañeros.
º La primera semana, el voto del favorito no desempataba en caso de empate, por lo que decidieron a suertes que el salvado era Javián.
     Concursante favorito y que, en caso de empate, su voto desempata.
     Concursante nominado y salvado por los profesores.
     Concursante nominado y salvado por los votos de los compañeros.
     Concursante nominado
     Concursante expulsado.

## Audiencias
El concurso tuvo una audiencia media de 6 947 000 espectadores, emitido por el canal La 1 de Televisión Española:
| Fecha                   | Programa           | Espectadores |
| ----------------------- | ------------------ | ------------ |
| 22 de octubre de 2001   | Gala 0             | 2 734 000    |
| 29 de octubre de 2001   | Gala 1             | 2 780 000    |
| 5 de noviembre de 2001  | Gala 2             | 4 905 000    |
| 12 de noviembre de 2001 | Gala 3             | 5 112 000    |
| 19 de noviembre de 2001 | Gala 4             | 5 857 000    |
| 26 de noviembre de 2001 | Gala 5             | 6 006 000    |
| 3 de diciembre de 2001  | Gala 6             | 6 471 000    |
| 10 de diciembre de 2001 | Gala 7             | 6 767 000    |
| 17 de diciembre de 2001 | Gala 8             | 6 943 000    |
| 23 de diciembre de 2001 | Gala de Navidad    | 6 970 000    |
| 7 de enero de 2002      | Gala 9             | 7 756 000    |
| 14 de enero de 2002     | Gala 10            | 7 578 000    |
| 21 de enero de 2002     | Gala 11            | 8 888 000    |
| 28 de enero de 2002     | Gala 12            | 9 528 000    |
| 4 de febrero de 2002    | Gala 13            | 10 017 000   |
| 11 de febrero de 2002   | Gala 14 - La final | 12 873 000   |

Además, se emitieron 102 resúmenes diarios del concurso por el canal La 2 de Televisión Española, entre octubre a marzo, que tuvo una audiencia media de 3 042 000 espectadores. A continuación, los 10 programas más vistos:
| Fecha                 | Espectadores |
| --------------------- | ------------ |
| 11 de febrero de 2002 | 5 569 000    |
| 12 de febrero de 2002 | 5 322 000    |
| 29 de enero de 2002   | 5 093 000    |
| 4 de febrero de 2002  | 4 966 000    |
| 30 de enero de 2002   | 4 717 000    |
| 28 de enero de 2002   | 4 553 000    |
| 11 de marzo de 2002   | 4 499 000    |
| 15 de enero de 2002   | 4 406 000    |
| 7 de marzo de 2002    | 4 423 000    |
| 25 de febrero de 2002 | 4 397 000    |

## Giras

### 2002
| Día                         | Localidad              | Escenario                          | Espectadores (Aprox.) |
| --------------------------- | ---------------------- | ---------------------------------- | --------------------- |
| 4 de abril de 2002          | Zaragoza               | Pabellón Príncipe Felipe           | 9000                  |
| 5 de abril de 2002          | Logroño                | Plaza de Toros de La Ribera        | 10 000                |
| 6 de abril de 2002          | Torrelavega            | Recinto Ferial                     | 20 000                |
| 8, 10 y 11 de abril de 2002 | Barcelona              | Palau Sant Jordi                   | 54 000                |
| 12 de abril de 2002         | San Sebastián          | Plaza de Toros Illumbe             | 9000                  |
| 13 de abril de 2002         | Vitoria                | Fernando Buesa Arena               | 8500                  |
| 19 de abril de 2002         | La Coruña              | Coliseum da Coruña                 | 9500                  |
| 20 de abril de 2002         | Santiago de Compostela | Multiusos Fontes do Sar            | 8500                  |
| 21 de abril de 2002         | León                   | León Arena                         | 8500                  |
| 22 de abril de 2002         | Salamanca              | Plaza de toros de Salamanca        | 9500                  |
| 26 de abril de 2002         | Santa Cruz de Tenerife | Recinto Ferial                     | 12 000                |
| 27 de abril de 2002         | Telde                  | Auditorio Parque San Juan          | 11 000                |
| 30 de abril de 2002         | Madrid                 | Palacio Vistalegre                 | 13 000                |
| 3 de mayo de 2002           | Valencia               | Plaza de toros de Valencia         | 10 500                |
| 4 de mayo de 2002           | Elche                  | Polideportivo Municipal            | 20 000                |
| 9 de mayo de 2002           | Málaga                 | Palacio de Deportes Martín Carpena | 20 000                |
| 10 de mayo de 2002          | Almería                | Recinto Ferial                     | 19 000                |
| 11 de mayo de 2002          | Murcia                 | Plaza de toros de La Condomina     | 10 000                |
| 15 de mayo de 2002          | Palma de Mallorca      | Estadio de Son Moix                | 25 000                |
| 16 de mayo de 2002          | Granada                | Pabellón Municipal de Deportes     | 18 000                |
| 17 de mayo de 2002          | Sevilla                | Estadio de La Cartuja              | 60 000                |
| 18 de mayo de 2002          | Algeciras              | Plaza de toros de Las Palomas      | 11 000                |
| 1 de junio de 2002          | Madrid                 | Estadio Santiago Bernabéu          | 60 000                |
| 4 de junio de 2002          | Almería                | Auditorio Maestro Padilla          |                       |

### 2003
| Día                 | Localidad     |
| ------------------- | ------------- |
| 3 de julio de 2003  | Granada       |
| 6 de julio de 2003  | Jaén          |
| 8 de julio de 2003  | La Coruña     |
| 11 de julio de 2003 | Madrid        |
| 13 de julio de 2003 | Vitoria       |
| 16 de julio de 2003 | Orihuela      |
| 19 de julio de 2003 | Barcelona     |
| 22 de julio de 2003 | Ponferrada    |
| 23 de julio de 2003 | Salamanca     |
| 25 de julio de 2003 | San Sebastián |
| 26 de julio de 2003 | Zaragoza      |
| 27 de julio de 2003 | Logroño       |
| 29 de julio de 2003 | Laredo        |
| 1 de agosto de 2003 | Mijas         |
| 2 de agosto de 2003 | Almería       |
| 3 de agosto de 2003 | San Javier    |

## Premios
| Premiación      | Año  | Resultado | Categoría | Ref.  |
| --------------- | ---- | --------- | --- | ----- |
| Premios Zapping | 2001 | Ganador   | Premio al mejor concurso | [ 5 ] |
| Premios Iris    | 2001 | Ganador   | Premio al mejor programa de entretenimiento Premio a Albert Grau por mejor producción Premio a Ferran Armengol por mejor realización Premio a Tinet Rubira por mejor dirección | [ 5 ] |
| TP de Oro       | 2001 | Ganador   | Premio al mejor programa de espectáculos y entretenimiento Premio a Carlos Lozano por mejor presentador                                                                        | [ 5 ] |
| Premios Ondas   | 2002 | Ganador   | Premio al fenómeno musical discográfico Operación Triunfo, y en particular a David Bisbal por el éxito del disco Corazón latino Premio al mejor programa de entretenimiento    | [ 5 ] |
| FesTVal         | 2017 | Ganador   | Premio a la serie OT: el reencuentro al mejor programa de entretenimiento | [ 5 ] |